# Kotten (Kaiserslautern)
Der Kotten ist ein Stadtviertel in der Innenstadt der kreisfreien Großstadt Kaiserslautern in Rheinland-Pfalz. 

## Geografie
Der Kotten gehörte von 1969 bis zur Auflösung der Innenstadtbezirke im Jahr 2002 zum Stadtbezirk Innenstadt West/Kotten mit der Nr. 03 innerhalb der 18 Kaiserslauterer Stadtbezirke. Er wird im Norden durch die Forellenstraße und den Steilabbruch zwischen Turnerstraße und Kammgarngelände begrenzt, im Nordosten durch die Burgstraße, im Süden durch die Pariser Straße und im Westen durch den Einschnitt der Lautertalbahn.

## Geschichte
Das Stadtviertel hat seinen Namen vom Kottenfeld übernommen, das wiederum nach dem „Koden“ benannt worden war, dem 1348 erstmals erwähnten Leprosenhaus außerhalb der mittelalterlichen Stadt, ungefähr bei der heutigen Apostelkirche gelegen. Die „Kottenstraße“ im Nordosten des Gebiets hieß bis 1870 „Kottenhohl“, nach dem Hohlweg, der aus der Lauterniederung auf das höher gelegene Kottenfeld führte.
Im Westen der Gebiets, im Bereich der heutigen Straße „Kottenschanze“, wurde 1793 von preußischen Truppen eine Schanze angelegt.
1834 wurde mit der Vermessung des unbebauten Kottenfelds begonnen um hier ein Wohnviertel für Fabrikarbeiter zu errichten. Jean Schoen (1825–1887), damaliger technischer Leiter  der Kammgarnspinnerei Kaiserslautern, war an der Errichtung einer Arbeitersiedlung im Zentrum des heutigen Stadtviertels ab 1874 maßgeblich beteiligt. Der Westteil des Gebietes wurde ab etwa 1880 bebaut. Am 28. September 1944 wurde das Viertel durch einen Fliegerangriff weitgehend zerstört. Der Wiederaufbau nach 1945 erfolgte – mit den engen Straßen und der kleinteiligen Parzellierung im Ostteil – aufbauend auf dem alten Stadtgrundriss des Kottens.

## Infrastruktur
In der Kammgarnstraße befindet sich zentral im Stadtviertel gelegen die Grundschule Kottenschule. Diese Schule ist Ausbildungsschule für das Staatliche Studienseminar für das Lehramt an Grund- und Hauptschulen Kaiserslautern.
In der Pariser Straße, am Südrand des Kotten, befindet sich die protestantische Apostelkirche.